# Anthocleista djalonensis
Anthocleista djalonensis är en gentianaväxtart som beskrevs av A. Chevalier. Anthocleista djalonensis ingår i släktet Anthocleista och familjen gentianaväxter. Inga underarter finns listade i Catalogue of Life.